# Wasserturm Mönchengladbach
Il Wasserturm Mönchengladbach, una torre dell'acqua sulla Viersener Straße a Mönchengladbach, Renania Settentrionale-Vestfalia, Germania.

## Descrizione
Chiamata anche la Nuova Torre dell'acqua, è uno dei punti di riferimento di Mönchengladbach. La torre dell'acqua fu completata nel 1909 dopo due anni di costruzione e fu inaugurato il 14 novembre 1909. Il costo di costruzione era a quel tempo 216.000 Goldmark. La torre ha un'altezza di 51 metri e si trova a nord del centro della città. Fu costruita in stile Art Nouveau secondo i piani dell'architetto della città di Mönchengladbach, Otto Greiß, che aveva l'obiettivo di rendere la torre il punto di riferimento della città. La torre dell'acqua non ha subito danni durante la seconda guerra mondiale.